# کابوس‌ها (فیلم ۱۹۸۳)
«کابوس‌ها» (انگلیسی: Nightmares (1983 film)) فیلمی در ژانر ترسناک به کارگردانی جوزف سارجنت است که در سال ۱۹۸۳ منتشر شد.

## بازیگران
- امیلیو استیوز
- لانس هنریکسن
- ریچارد ماسور
- ورونیکا کارترایت
- ویلیام ساندرسون
- مون زاپا
- جیمز تولکان
- آنتونی پلنا